# Niko Romito
Niko Romito (Castel di Sangro, 30 april 1974) is een Italiaans chef-kok en won reeds de Best Chef Award.
Zijn eerste restaurant Reale, gevestigd in het Italiaanse Castel di Sangro en gestart in 2000, heeft sinds 2007 een, sinds 2009 twee en sinds 2014 drie sterren. Daarnaast heeft hij meerdere restaurants over de wereld waaronder in Peking, Milaan en Dubai.